# Santa Eulália de Arnoso
Santa Eulália de Arnoso is een plaats (freguesia) in de Portugese gemeente Vila Nova de Famalicão en telt 1122 inwoners (2001).